# Generosa
Generosa est un village de Sao Tomé-et-Principe situé à l'ouest de l'île de São Tomé, dans le district de Lembá, à quelques kilomètres au sud-ouest de Ponta Figo et Neves, qui sont des localités côtières. C'est une ancienne roça.

## Géographie
Entouré des denses cacaoyères de la vallée du rio Contador, Generosa est proche du monte Careca (« mont Chauve ») – ainsi nommé car il est recouvert d'une savane herbeuse, contrairement à la plupart des autres reliefs, couverts de forêts.

## Population
Lors du recensement de 2012, 448 habitants y ont été dénombrés. La plupart sont d'origine capverdienne.

## Roça
C'était une importante dépendance de la roça Ponta Figo.
L'économie locale repose sur le cacao.

Production de cacao (2019).
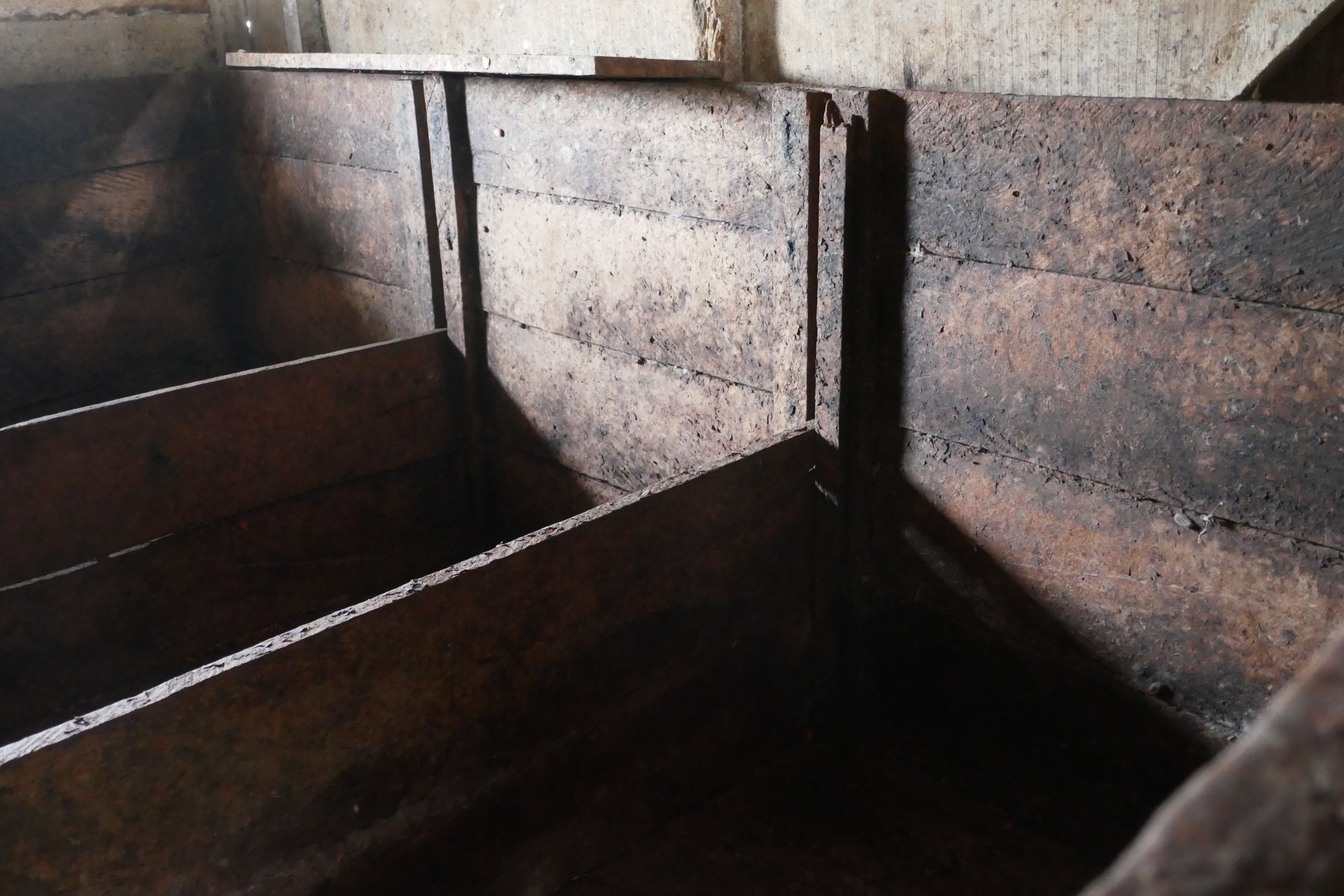
Bacs à fermentation.
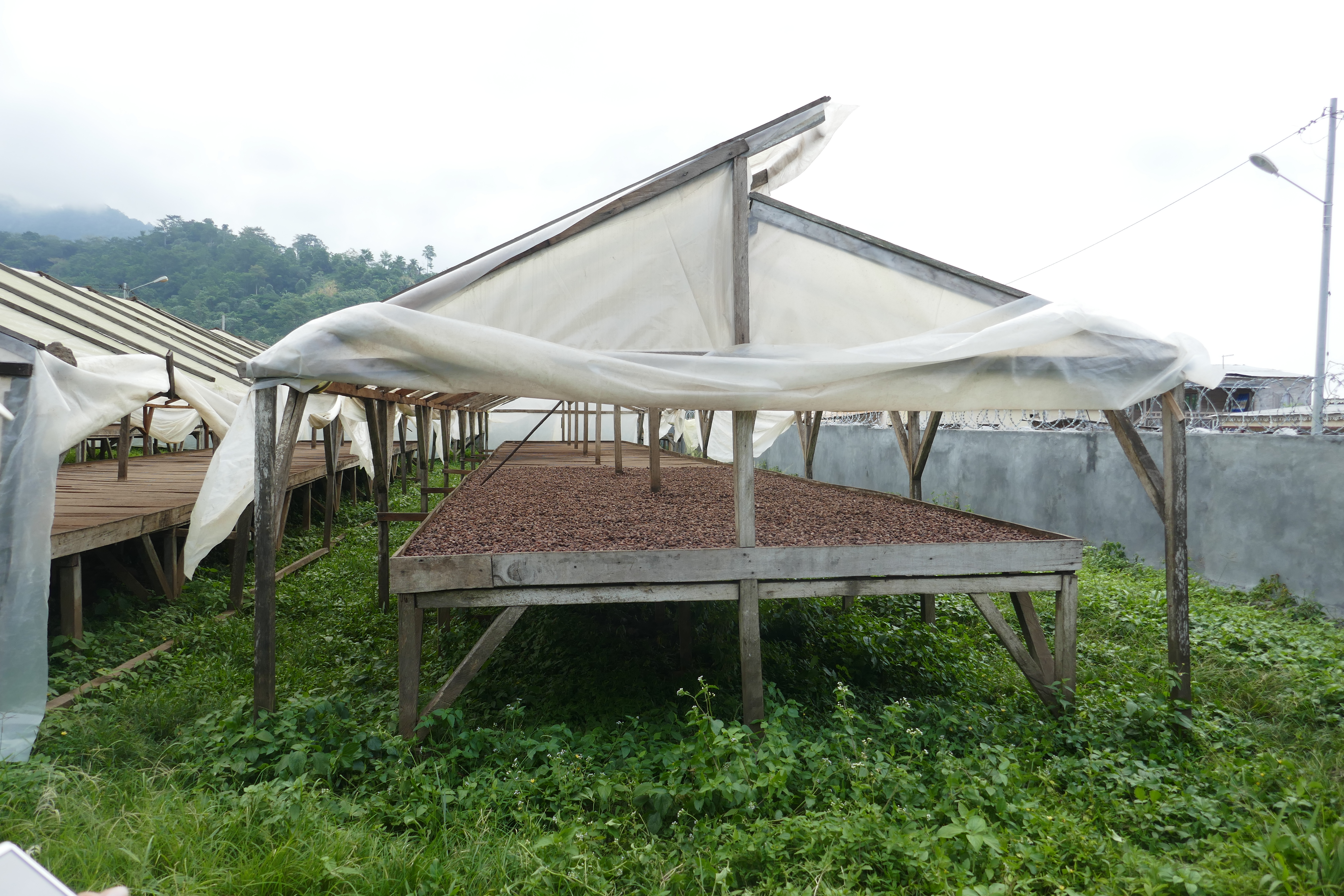
Séchoirs.
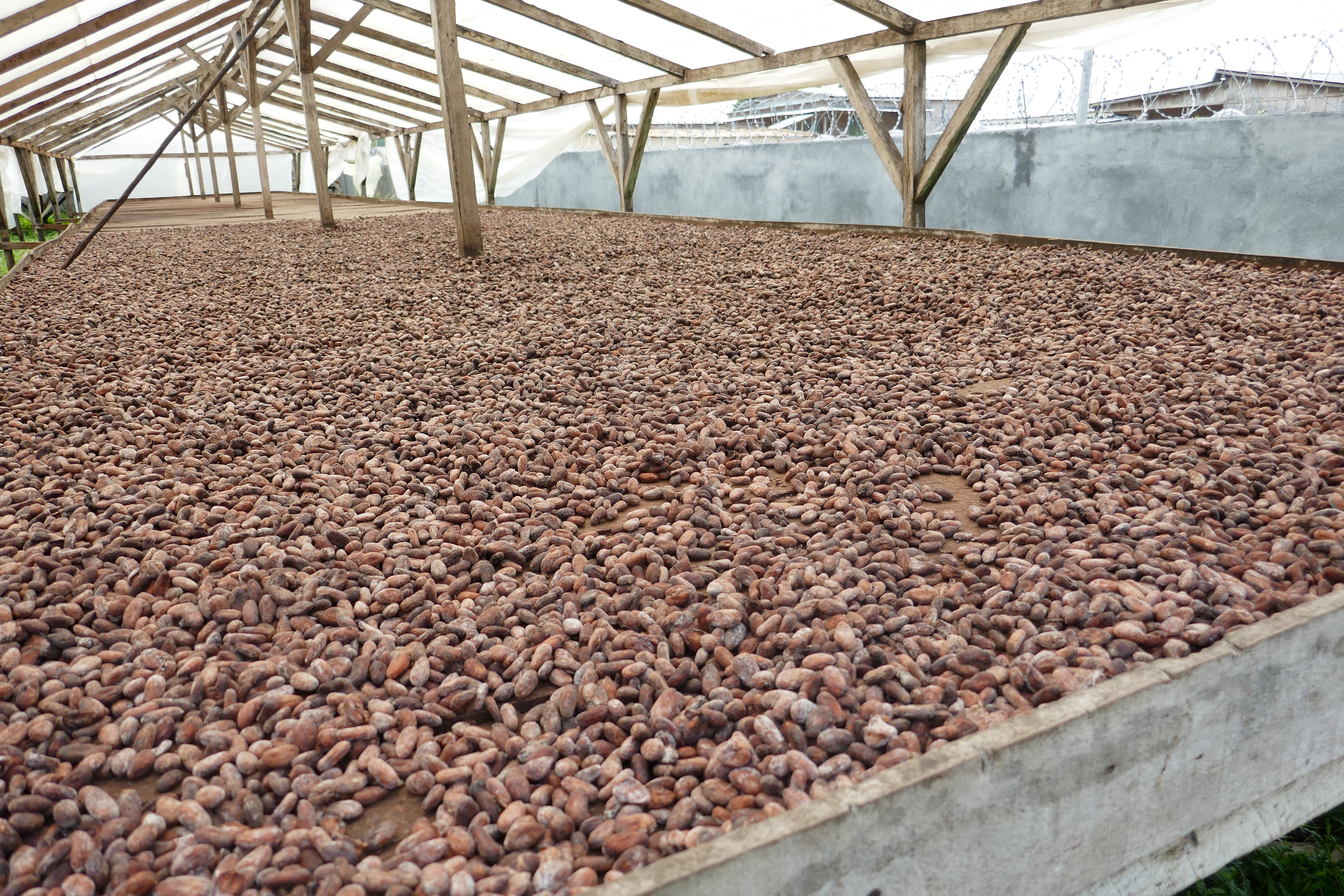
Fèves séchées.